# ماتياس سانكاسياني
ماتياس سانكاسياني (بالفرنسية: Mathias Sancassiani)‏ (5 يناير 1907 – 23 فبراير 1972) هو ملاكم لوكسمبورغي راحل، مثّل بلاده في الألعاب الأولمبية الصيفية في دورتي 1928 و1936.

## روابط خارجية
ماتياس سانكاسياني على موقع أوليمبيديا (الإنجليزية)